# ISO 3166-2:NI
ISO 3166-2:NI è uno standard ISO che definisce i codici geografici delle suddivisioni del Nicaragua; è un sottogruppo dello standard ISO 3166-2.
I codici sono assegnati ai 15 dipartimenti e alle due regioni autonome del paese; sono formati da NI- (sigla ISO 3166-1 alpha-2 dello Stato), seguito da due lettere.

## Codici
| Codice | Dipartimento                                          |
| ------ | ----------------------------------------------------- |
| NI-BO  | Boaco                                                 |
| NI-CA  | Carazo                                                |
| NI-CI  | Chinandega                                            |
| NI-CO  | Chontales                                             |
| NI-ES  | Estelí                                                |
| NI-GR  | Granada                                               |
| NI-JI  | Jinotega                                              |
| NI-LE  | León                                                  |
| NI-MD  | Madriz                                                |
| NI-MN  | Managua                                               |
| NI-MS  | Masaya                                                |
| NI-MT  | Matagalpa                                             |
| NI-NS  | Nueva Segovia                                         |
| NI-SJ  | Río San Juan                                          |
| NI-RI  | Rivas                                                 |
| NI-AN  | Regione Autonoma della costa caraibica settentrionale |
| NI-AS  | Regione Autonoma della costa caraibica meridionale    |